# Музей Баранова
Музе́й Бара́нова (также известен как Дом Эрскина и Русско-американский магазин) — дом-музей в городе Кадьяк (Аляска).
Дом Александра Баранова является одним из самых старых из построенных русскими зданий на Аляске. Этот магазин Русско-Американской Компании был построен в первой столице Русской Америки — Павловской гавани (ныне Кадьяк), между 1794 и 1808 годами. Данный магазин уже́ существовал в 1808 году.
13 июня 1962 года дом признан Национальным историческим памятником США, вошёл в список национальных исторических памятников Аляски, а в 1966-м включён в Национальный реестр исторических мест США, как имеющий исключительную ценность в качестве иллюстрации истории Соединённых Штатов.
В данном историческом музее в настоящее время находятся предметы быта русских колонистов: пилы, котлы, наковальня, топоры, гвозди, подсвечники, предметы вооружения XIX века и российский флаг.